# 西田陽耶
西田 陽耶（にしだ はるや、2002年4月19日 - ）は、日本の男子バドミントン選手。

## 経歴
ジュニア時代からペアは同い年の目崎駿太郎。
2019年の全日本ジュニアで準優勝。
2023年の全日本社会人選手権で準優勝。